# المنذر بن عمرو
المنذر بن عمرو (المتوفي سنة 4 هـ) صحابي من الأنصار من بني ساعدة من الخزرج، شهد بيعة العقبة الثانية، وكان أحد النقباء الإثني عشر. كما شهد مع النبي محمد غزوتي بدر وأحد، واستعمله النبي محمد على سرية إلى أهل نجد، فاستُشهِدَ يومها عند بئر معونة.

## سيرته
كان المنذر بن عمرو ممن يكتب بالعربية قبل الإسلام، وقد أسلم فشهد بيعة العقبة الثانية، وكان أحد النقباء الإثني عشر عن بني ساعدة مع سعد بن عبادة. وقد آخى النبي محمد بينه وبين طليب بن عمير. شهد المنذر مع النبي محمد ﷺ غزوتي بدر وأحد، وبعثه النبي محمد ﷺ أميرًا على سرية أنفذها إلى بني سُليم ليُعلّمهم الإسلام، فغدروا بهم، وقتلوهم عند بئر معونة، وذلك في أول سنة 4 هـ.